# Ecliptopera phaula
Ecliptopera phaula là một loài bướm đêm trong họ Geometridae.